# Kotiv, Berejanî
Kotiv (în ucraineană Котів) este localitatea de reședință a comunei Kotiv din raionul Berejanî, regiunea Ternopil, Ucraina.

## Demografie
Componența lingvistică a localității Kotiv
     Ucraineană (99,44%)
     Alte limbi (0,56%)
Conform recensământului din 2001, majoritatea populației localității Kotiv era vorbitoare de ucraineană (99,44%), existând în minoritate și vorbitori de alte limbi.